# Дивинилбензол
Дивинилбензол (ДВБ) — состоит из бензольного кольца, связанного с двумя виниловыми группами. Он связан со стиролом (винилбензолом) добавлением второй винильной группы. Это бесцветная жидкость, полученная путем термического дегидрирования изомерных диэтилбензолов. В условиях синтеза о- дивинилбензол превращается в нафталин и, таким образом, не входит в состав обычных смесей ДВБ.

## Производство и использование
Его получают дегидрированием диэтилбензола :
С6Н4(С2Н5)2 → С6Н4 (С2Н3)2 + 2Н2
Дивинилбензол обычно встречается в виде 2: 1 смеси из м — и п — дивинилбензол, содержащего также соответствующие изомеры этилвинилбензола.
Стирол и дивинилбензол реагируют с образованием сополимера стирол-дивинилбензол, С-ДВБ или Sty-DVB. Полученный сшитый полимер в основном используется для производства ионообменной смолы и смол Меррифилда для синтеза пептидов.

## Номенклатура
- Орто : также известный как 1,2-диэтенилбензол, 1,2-дивинилбензол, о- винилстирол, о- дивинилбензол.
- Мета : известный как 1,3-диэтилбензол, 1,3-дивинилбензол, м- винилстирол, м- дивинилбензол.
- Пара : известный как 1,4-диэтенилбензол, 1,4-дивинилбензол, п- винилстирол, п -дивинилбензол.

Эти соединения систематически называют диэтилбензолом, хотя такая номенклатура встречается редко.